# Terminal Lagoa
O Terminal Lagoa é um terminal de integração de ônibus urbano, localizado na rua Gomes Brasil, 555, esquina com Avenida Senador Fernandes Távora, no bairro Parangaba, pertencente a Secretaria Executiva Regional 4, no município de Fortaleza, Ceará.
Ao todo, 31 linhas de ônibus operam no terminal, transportando mais de 54 mil passageiros por dia.

## Histórico
No dia 3 de Julho de 1993 era inaugurado o quarto terminal de integração do sistema de transportes de Fortaleza, o terminal Lagoa. Localizado ao lado da lagoa de Parangaba, o terminal foi entregue aos usuários de Fortaleza um ano após a implantação do Sistema Integrado de Transportes (SIT). Este seria apenas o primeiro de dois terminais a funcionar no distrito de Parangaba.

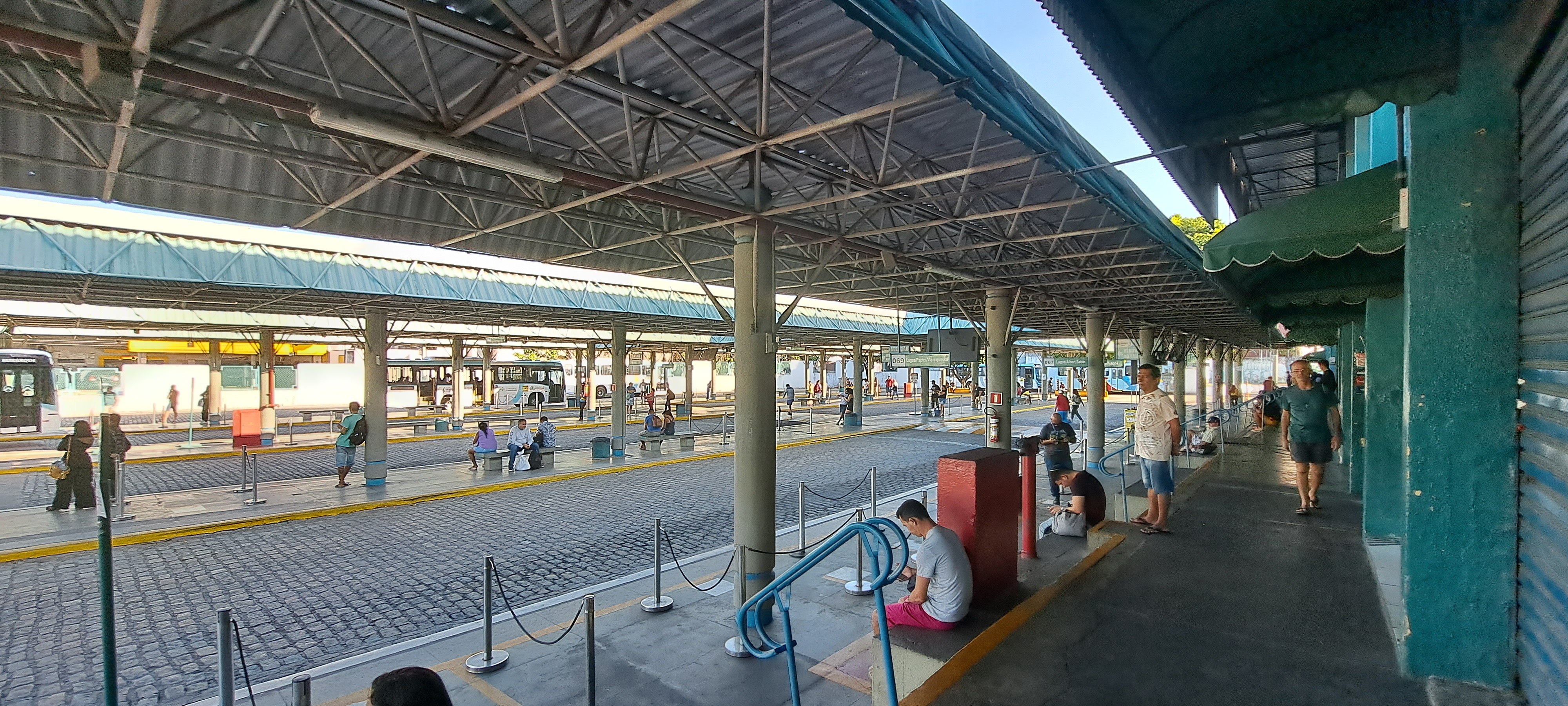
Plataformas de embarque e desembarque do terminal Lagoa, visto da área de lanchonetes,

O Terminal deveria ser entregue em março de 1993, mas o afundamento da via com o peso dos dois primeiros ônibus suspendeu a entrega do equipamento. Com o atolamento dos veículos, a solução dada pela equipe responsável pela operacionalização foi impedir a entrada dos demais, orientando os motoristas a seguirem seus percursos normais, como anteriormente. Com a suspensão, os 60 funcionários que estavam a postos para orientar os usuários do sistema, assim como os supervisores de equipes e demais servidores, foram liberados. A inauguração foi adiada para o dia 3 de julho, após os reparos necessários, o Terminal Lagoa foi entregue oficialmente à população, sem imprevistos de afundamento das passarelas. A solenidade ocorreu às 11 horas da manhã, presidida pelo então prefeito Antônio Cambraia, marcando também o primeiro aniversário do sistema SIT em Fortaleza.

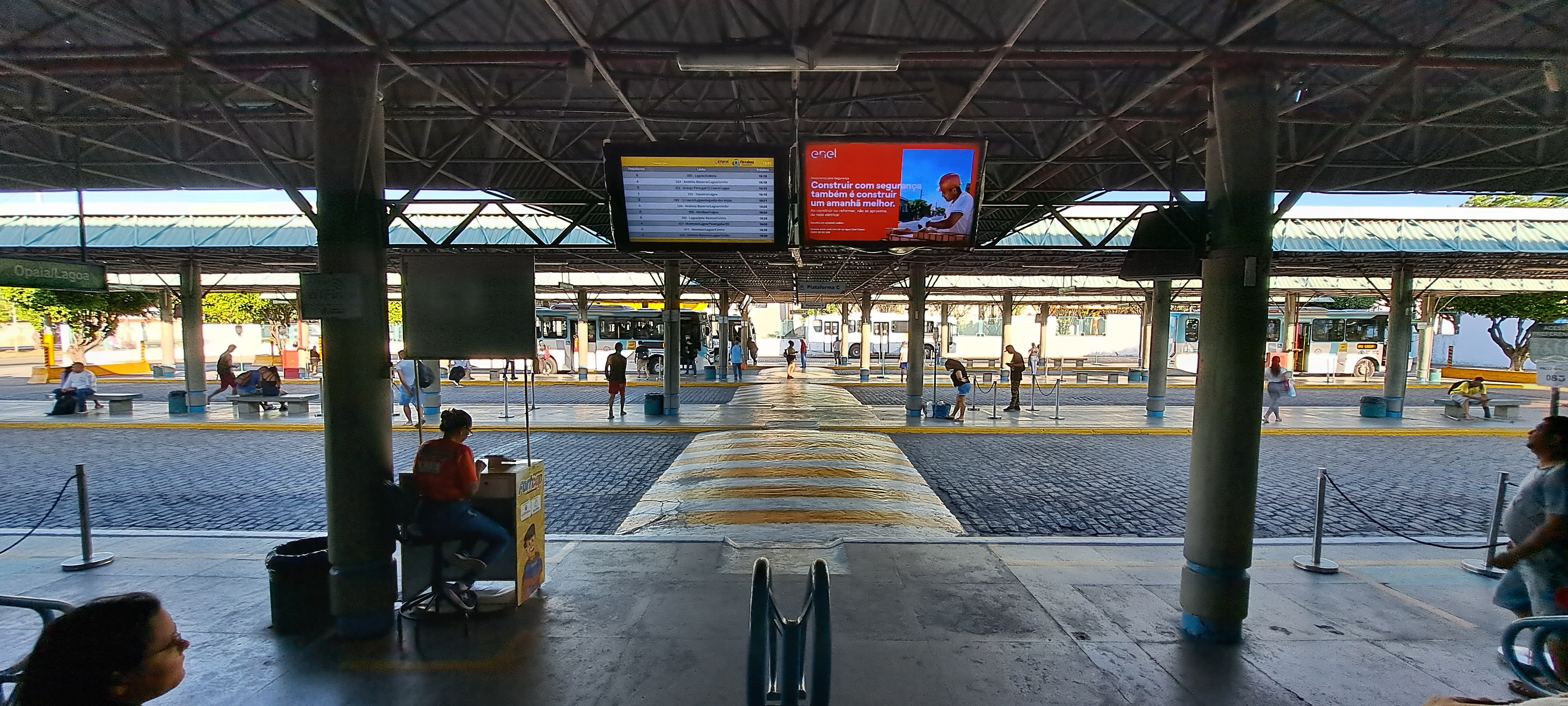
Vista de 3 das 4 plataformas do Terminal Lagoa.

Apesar da pouca movimentação de passageiros no primeiro dia de operacionalização, o fluxo estava confuso. Havia 40 pessoas por turno esclarecendo dúvidas e orientando o usuário. A reclamação maior ficou por conta dos motoristas, devido ao horário do percurso das diversas linhas "impossíveis de serem cumpridas". O próprio controlador da linha do João XXIII reconheceu os 13 minutos para a rota inadequados. Inicialmente, 17 linhas urbanas operavam no Terminal.